# Alsterarkaden

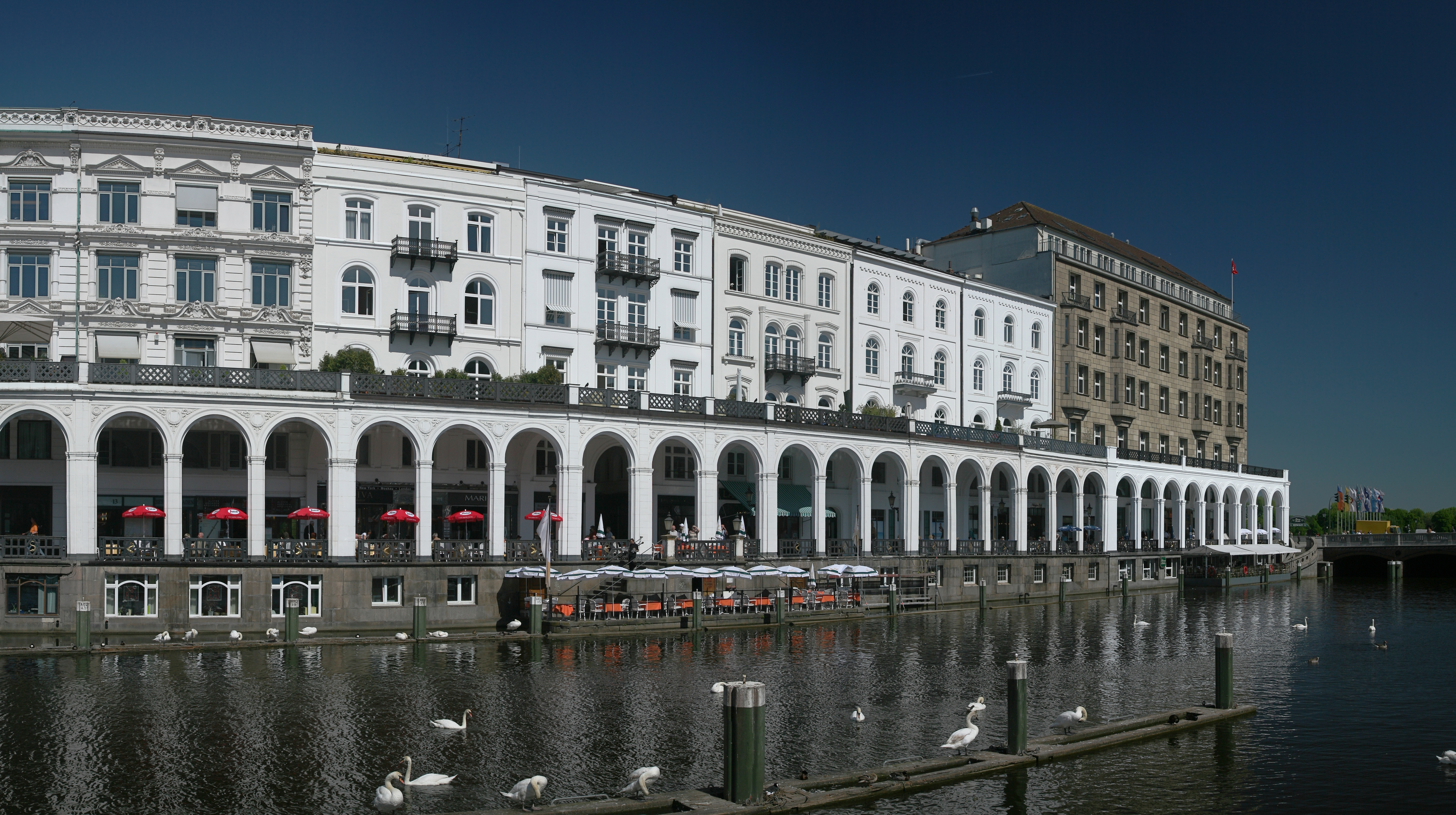
Alsterarkaden.

Alsterarkaden (sv. "Alsterarkaderna") ligger i centrala Hamburg och har uppkallats efter det kända arkitektoniska begreppet arkad. Byggnaden uppfördes av Alexis de Chateauneuf i italiensk stil och stod klar 1846. Man började bygga arkaderna 1843, efter Hamburgs brand 1842. Byggnaden ligger längs kanalen Alsterfleet samt i närheten av den stora affärsgatan Jungfernstieg.